# Lipnički Šor
Pour les articles homonymes, voir Lipnicki.
Lipnički Šor (en serbe cyrillique : Липнички Шор) est une localité de Serbie située sur le territoire de la Ville de Loznica, district de Mačva. Au recensement de 2011, elle comptait 2 571 habitants.
Lipnički Šor est officiellement classé parmi les villages de Serbie.

## Démographie

### Évolution historique de la population
| 1948  | 1953  | 1961  | 1971  | 1981  | 1991  | 2002  | 2011  |
| ----- | ----- | ----- | ----- | ----- | ----- | ----- | ----- |
| 1 421 | 1 606 | 1 775 | 1 969 | 2 240 | 2 557 | 2 673 | 2 571 |

|  |